# Ger (Pyrénées-Atlantiques)
Pour les articles homonymes, voir Ger.
Ger (prononcé [ʒɛʁ] ; en béarnais Gèr ou Yèr) est une commune française, située dans le département des Pyrénées-Atlantiques en région Nouvelle-Aquitaine.

## Géographie

### Localisation
La commune de Ger se trouve dans le département des Pyrénées-Atlantiques, en région Nouvelle-Aquitaine.
Elle se situe à 28 km par la route de Pau, préfecture du département, et à 10 km de Pontacq, bureau centralisateur du canton des Vallées de l'Ousse et du Lagoin dont dépend la commune depuis 2015 pour les élections départementales.
La commune fait en outre partie du bassin de vie de Tarbes.
Les communes les plus proches sont : 
Ibos (4,9 km), Pintac (4,9 km), Aast (5,1 km), Gardères (5,5 km), Oroix (5,5 km), Luquet (5,6 km), Azereix (6,1 km), Ponson-Dessus (6,9 km).
Sur le plan historique et culturel, Ger fait partie de la province du Béarn, qui fut également un État et qui présente une unité historique et culturelle à laquelle s’oppose une diversité frappante de paysages au relief tourmenté.

### Communes limitrophes
Les communes limitrophes sont Azereix, Gardères, Ibos, Luquet, Oroix, Ossun, Aast, Ponson-Dessus et Pontacq.
| Aast                                                 | Ponson-Dessus           | Oroix (Hautes-Pyrénées)   |
| Gardères (Hautes-Pyrénées), Luquet (Hautes-Pyrénées) | Ger                     | Ibos (Hautes-Pyrénées)    |
| Pontacq                                              | Ossun (Hautes-Pyrénées) | Azereix (Hautes-Pyrénées) |

À l'ouest, Gardères et Luquet sont dans une enclave des Hautes-Pyrénées dans les Pyrénées-Atlantiques.

### Hydrographie

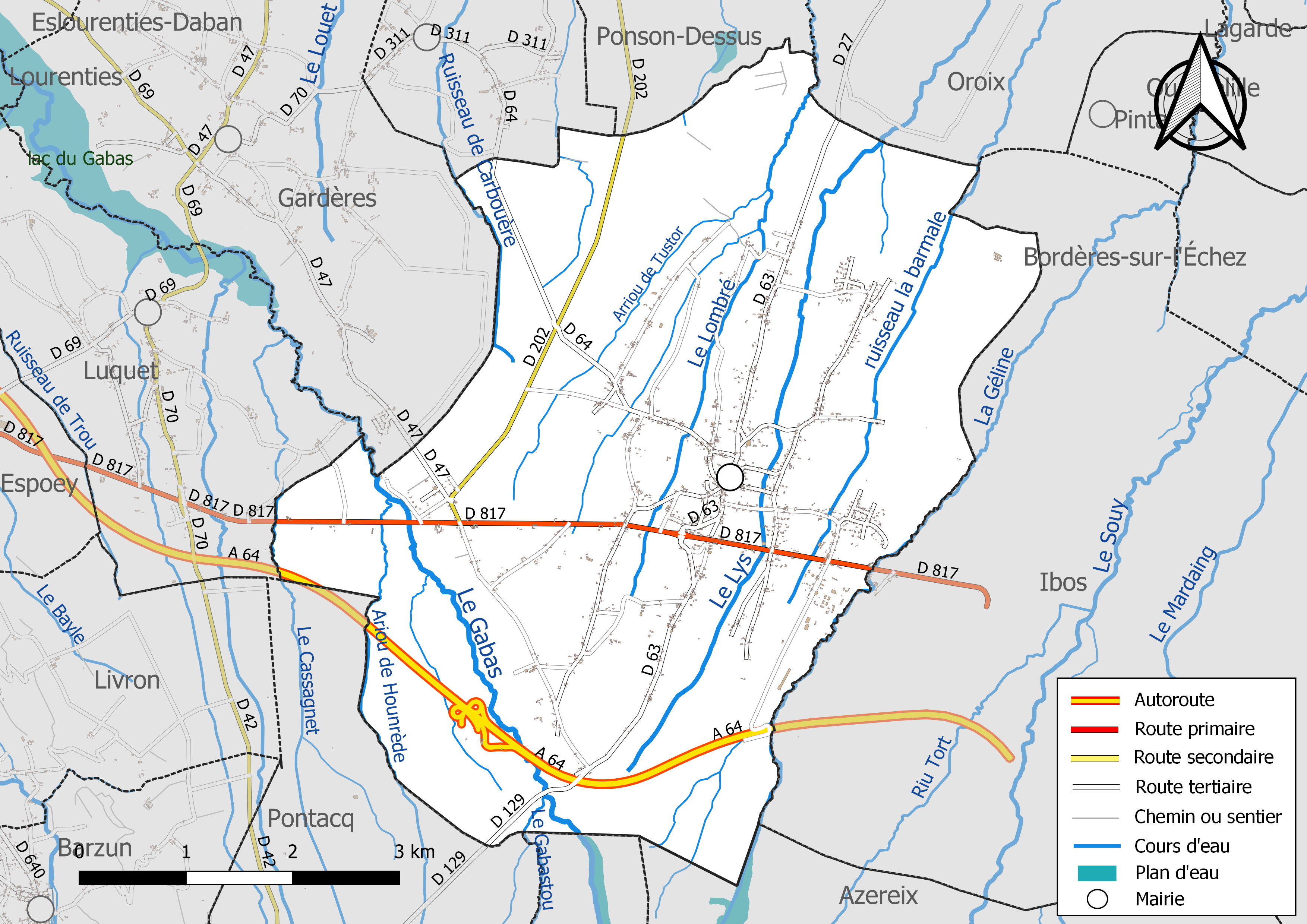
Réseaux hydrographique et routier de Ger.

La commune est drainée par le Gabas, le Lys, la Géline, le Carbouère, le ruisseau la barmale, Ariou de Hounrède, le Cassagnet, le Gabastou, Arriou de Tustor, le ruisseau le Lys darré, et par divers petits cours d'eau, constituant un réseau hydrographique de 43 km de longueur totale,.
Le Gabas, d'une longueur totale de 116,7 km, prend sa source dans la commune d'Ossun et s'écoule du sud-est vers le nord-ouest. Il traverse la commune et se jette dans l'Adour à Souprosse, après avoir traversé 43 communes.
Le Lys, d'une longueur totale de 29,6 km, prend sa source dans la commune et s'écoule du sud vers le nord. Il traverse la commune et se jette dans l'Échez à Larreule, après avoir traversé 10 communes.
La Géline, d'une longueur totale de 20,8 km, prend sa source dans la commune d'Azereix et s'écoule du sud-ouest vers le nord-ouest. Elle traverse la commune et se jette dans le canal de Luzerte à Saint-Lézer, après avoir traversé 12 communes.
Le Carbouère, d'une longueur totale de 17,3 km, prend sa source dans la commune et s'écoule du sud vers le nord. Il traverse la commune et se jette dans le Louet à Bentayou-Sérée, après avoir traversé 10 communes.

### Climat
Pour des articles plus généraux, voir Climat de la Nouvelle-Aquitaine et Climat des Pyrénées-Atlantiques.
Historiquement, la commune est exposée à un climat de montagne.  
En 2020, Météo-France publie une typologie des climats de la France métropolitaine dans laquelle la commune est toujours exposée à un climat de montagne et est dans la région climatique Pyrénées atlantiques, caractérisée par une pluviométrie élevée (>1 200 mm/an) en toutes saisons, des hivers très doux (7,5 °C en plaine) et des vents faibles.
Pour la période 1971-2000, la température annuelle moyenne est de 12,1 °C, avec une amplitude thermique annuelle de 14,4 °C. Le cumul annuel moyen de précipitations est de 1 153 mm, avec 11,1 jours de précipitations en janvier et 8,4 jours en juillet. Pour la période 1991-2020, la température moyenne annuelle observée sur la station météorologique installée sur la commune est de 12,4 °C et le cumul annuel moyen de précipitations est de 1 344,5 mm,. Pour l'avenir, les paramètres climatiques de la commune estimés pour 2050 selon différents scénarios d’émission de gaz à effet de serre sont consultables sur un site dédié publié par Météo-France en novembre 2022.
| Mois                                  | jan.           | fév.           | mars          | avril         | mai           | juin          | jui.          | août          | sep.          | oct.          | nov.          | déc.          | année      |
| ------------------------------------- | -------------- | -------------- | ------------- | ------------- | ------------- | ------------- | ------------- | ------------- | ------------- | ------------- | ------------- | ------------- | ---------- |
| Température minimale moyenne (°C)     | 1,1            | 0,7            | 3,2           | 6,1           | 9,2           | 12,6          | 14,3          | 14            | 10,9          | 7,7           | 3,9           | 1,6           | 7,1        |
| Température moyenne (°C)              | 5,5            | 5,9            | 8,4           | 11,4          | 14,1          | 17,7          | 19,6          | 19,7          | 17            | 13,6          | 8,8           | 6,6           | 12,4       |
| Température maximale moyenne (°C)     | 9,9            | 11             | 13,6          | 16,7          | 19,1          | 22,9          | 25            | 25,3          | 23            | 19,4          | 13,7          | 11,6          | 17,6       |
| Record de froid (°C) date du record   | −10,2 09.01.09 | −11,2 08.02.12 | −6,6 09.03.10 | −3,4 05.04.22 | −1 02.05.16   | 4,5 21.06.10  | 5,7 15.07.16  | 5,7 31.08.20  | 0,9 28.09.07  | −4,5 16.10.09 | −9,3 17.11.07 | −9,8 26.12.10 | −11,2 2012 |
| Record de chaleur (°C) date du record | 22,8 01.01.22  | 23,8 27.02.19  | 28,6 29.03.23 | 28,2 17.04.13 | 33,5 22.05.22 | 38,5 18.06.22 | 38,5 18.07.22 | 39,6 24.08.23 | 37,2 12.09.22 | 33,5 02.10.23 | 26,5 08.11.15 | 23 23.12.12   | 39,6 2023  |
| Précipitations (mm)                   | 151            | 113,7          | 121,9         | 122,3         | 144,9         | 101,4         | 86,5          | 74,5          | 69,9          | 89            | 157,6         | 111,8         | 1 344,5    |

### Milieux naturels et biodiversité
L’inventaire des zones naturelles d'intérêt écologique, faunistique et floristique (ZNIEFF) a pour objectif de réaliser une couverture des zones les plus intéressantes sur le plan écologique, essentiellement dans la perspective d’améliorer la connaissance du patrimoine naturel national et de fournir aux différents décideurs un outil d’aide à la prise en compte de l’environnement dans l’aménagement du territoire.
Deux ZNIEFF de type 1 sont recensées sur la commune, : 
le « bois des collines de l'Ouest tarbais » (3 095,09 ha), couvrant 13 communes dont 2 dans les Pyrénées-Atlantiques et 11 dans les Hautes-Pyrénées et 
les « landes humides du plateau de Ger » (804,65 ha), couvrant 5 communes dont 2 dans les Pyrénées-Atlantiques et 3 dans les Hautes-Pyrénées
et une ZNIEFF de type 2,, : 
le « plateau de Ger et coteaux de l'Ouest tarbais » (6 409,37 ha), couvrant 26 communes dont 6 dans les Pyrénées-Atlantiques et 20 dans les Hautes-Pyrénées.

## Urbanisme

### Typologie
Au 1er janvier 2024, Ger est catégorisée commune rurale à habitat dispersé, selon la nouvelle grille communale de densité à sept niveaux définie par l'Insee en 2022.
Elle est située hors unité urbaine. Par ailleurs la commune fait partie de l'aire d'attraction de Tarbes, dont elle est une commune de la couronne,. Cette aire, qui regroupe 153 communes, est catégorisée dans les aires de 50 000 à moins de 200 000 habitants,.

### Occupation des sols

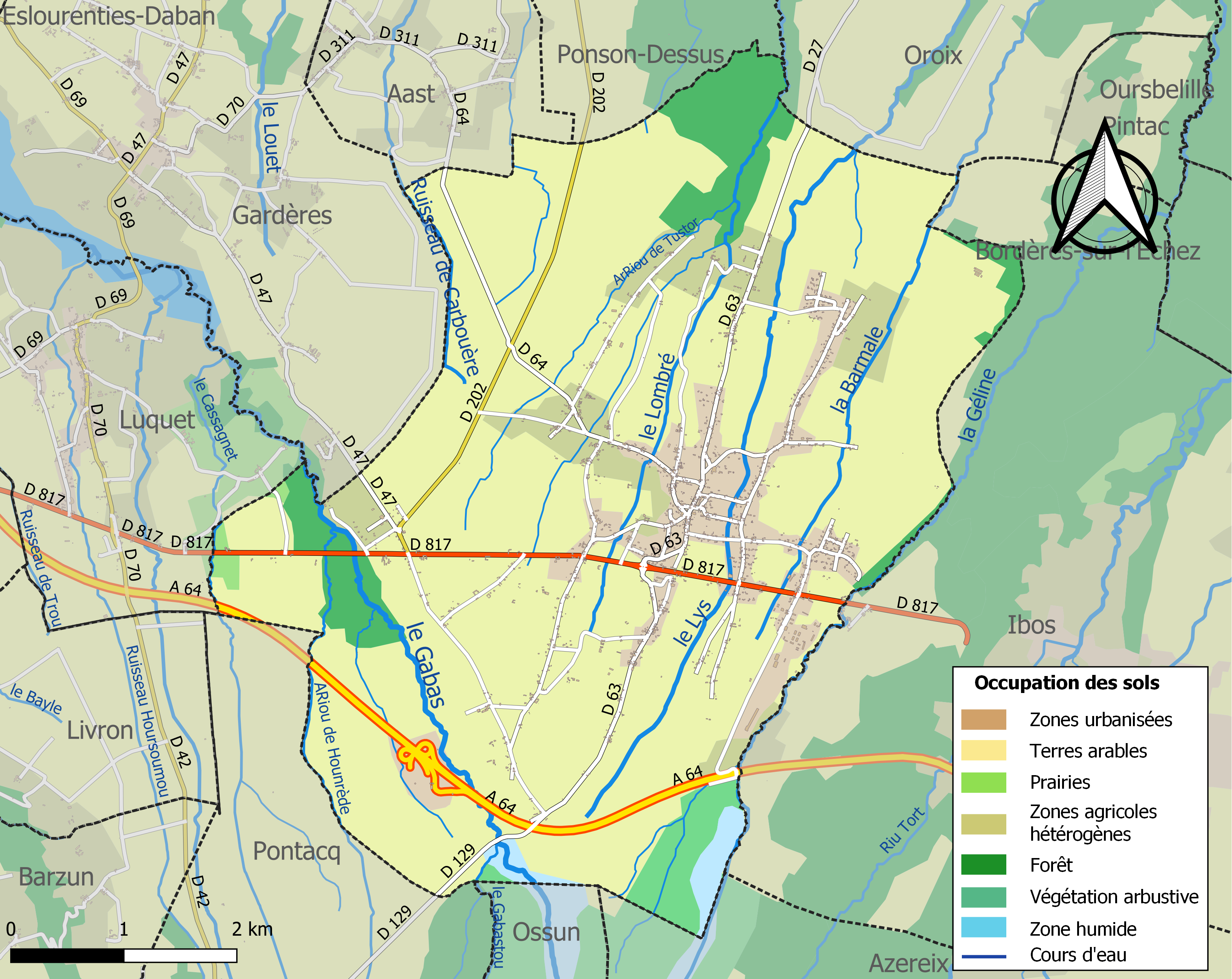
Carte des infrastructures et de l'occupation des sols de la commune en 2018 (CLC).

L'occupation des sols de la commune, telle qu'elle ressort de la base de données européenne d’occupation biophysique des sols Corine Land Cover (CLC), est marquée par l'importance des territoires agricoles (80,9 % en 2018), en diminution par rapport à 1990 (87 %). La répartition détaillée en 2018 est la suivante : 
terres arables (73,8 %), zones urbanisées (8,2 %), zones agricoles hétérogènes (6,8 %), forêts (6,7 %), milieux à végétation arbustive et/ou herbacée (2,2 %), zones humides intérieures (1 %), zones industrielles ou commerciales et réseaux de communication (0,9 %), prairies (0,4 %). L'évolution de l’occupation des sols de la commune et de ses infrastructures peut être observée sur les différentes représentations cartographiques du territoire : la carte de Cassini (XVIIIe siècle), la carte d'état-major (1820-1866) et les cartes ou photos aériennes de l'IGN pour la période actuelle (1950 à aujourd'hui).

### Lieux-dits et hameaux
- Bourdalé
- Brune
- Lahon
- Lapierre
- Lescloupé
- Lussan
- Marchand
- Porte
- quartier Roye ou Pirhourquet
- Gardia

### Voies de communication et transports
La commune est desservie par la route nationale 117 et les départementales D 47, D 63, D 64 et D 202.

### Risques majeurs
Le territoire de la commune de Ger est vulnérable à différents aléas naturels : météorologiques (tempête, orage, neige, grand froid, canicule ou sécheresse), inondations et séisme (sismicité moyenne). Il est également exposé à un risque technologique,  le transport de matières dangereuses. Un site publié par le BRGM permet d'évaluer simplement et rapidement les risques d'un bien localisé soit par son adresse soit par le numéro de sa parcelle.

#### Risques naturels
Certaines parties du territoire communal sont susceptibles d’être affectées par le risque d’inondation par une crue à  débordement lent de cours d'eau, notamment le Lys, la Géline, le Lombré, le ruisseau la Barmale, le ruisseau de Carbouère et le Gabas. La commune a été reconnue en état de catastrophe naturelle au titre des dommages causés par les inondations et coulées de boue survenues en 1982, 2009 et 2011,.

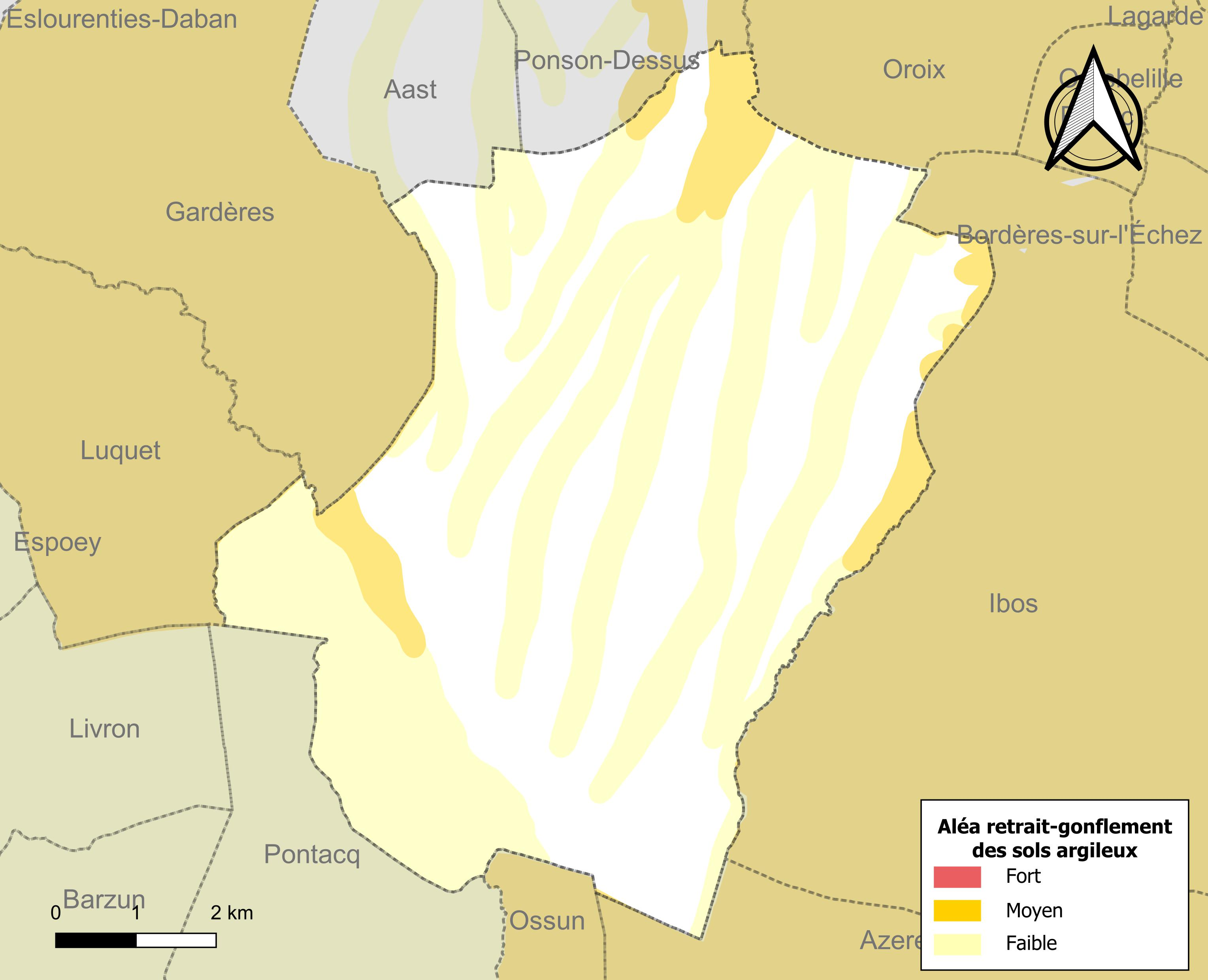
Carte des zones d'aléa retrait-gonflement des sols argileux de Ger.

Le retrait-gonflement des sols argileux est susceptible d'engendrer des dommages importants aux bâtiments en cas d’alternance de périodes de sécheresse et de pluie. 6,8 % de la superficie communale est en aléa moyen ou fort (59 % au niveau départemental et 48,5 % au niveau national). Depuis le 1er octobre 2020, en application de la loi ELAN, différentes contraintes s'imposent aux vendeurs, maîtres d'ouvrages ou constructeurs de biens situés dans une zone classée en aléa moyen ou fort,.

## Toponymie
Le toponyme Ger apparaît sous les formes 
Geerr (XIIIe siècle, fors de Béarn), 
Yerr (1385, censier de Béarn), 
Jorre (XIVe siècle, Jean Froissart, livre IV), 
Jerre (1429, censier de Bigorre), 
Gerr (1487, titres de Béarn) et 
Gerre (1546, réformation de Béarn).
Son nom béarnais est Gèr ou Yèr.

## Histoire
Paul Raymond note qu'en 1385, Ger comptait quatre-vingt feux et dépendait du bailliage de Montaner. La notairie de Ger ne comprenait que le village lui-même.

## Héraldique
| Blason | Blasonnement : Écartelé, au premier et au quatrième de sinople à l'épi de maïs d'or, au second et au troisième d'argent à la branche de bruyère de sinople. |

## Politique et administration

### Liste des maires
| Période | Période  | Identité           | Étiquette | Qualité     |
| ------- | -------- | ------------------ | --------- | ----------- |
| 1977    | 1983     | Albert Gougy       |           | Agriculteur |
| 1983    | 2001     | René Lafon-Puyo    |           | Vétérinaire |
| 2001    | 2017     | Jean-Paul Mattei   | MoDem     | Notaire     |
| 2017    | 2020     | Bernard Poublan    |           | Retraité    |
| 2020    | En cours | Jean-Michel Patacq |           | Agriculteur |

### Intercommunalité
Ger fait partie de trois structures intercommunales :
- la communauté de communes du Nord-Est Béarn ;
- le syndicat d’énergie des Pyrénées-Atlantiques ;
- le syndicat mixte d'assainissement de la vallée de l'Ousse.

## Population et société

### Démographie
L'évolution du nombre d'habitants est connue à travers les recensements de la population effectués dans la commune depuis 1793. Pour les communes de moins de 10 000 habitants, une enquête de recensement portant sur toute la population est réalisée tous les cinq ans, les populations de référence des années intermédiaires étant quant à elles estimées par interpolation ou extrapolation. Pour la commune, le premier recensement exhaustif entrant dans le cadre du nouveau dispositif a été réalisé en 2005.

En 2022, la commune comptait 2 118 habitants, en évolution de +12,18 % par rapport à 2016 (Pyrénées-Atlantiques : +3,78 %, France hors Mayotte : +2,11 %).
| 1793 | 1800  | 1806  | 1821  | 1831  | 1836  | 1841  | 1846  | 1851  |
| ---- | ----- | ----- | ----- | ----- | ----- | ----- | ----- | ----- |
| 886  | 1 684 | 1 418 | 1 581 | 1 865 | 1 770 | 1 840 | 1 910 | 1 883 |

| 1856  | 1861  | 1866  | 1872  | 1876  | 1881  | 1886  | 1891  | 1896  |
| ----- | ----- | ----- | ----- | ----- | ----- | ----- | ----- | ----- |
| 1 844 | 1 747 | 1 764 | 1 645 | 1 620 | 1 558 | 2 193 | 1 468 | 1 473 |

| 1901  | 1906  | 1911  | 1921  | 1926  | 1931  | 1936 | 1946 | 1954 |
| ----- | ----- | ----- | ----- | ----- | ----- | ---- | ---- | ---- |
| 1 412 | 1 287 | 1 261 | 1 134 | 1 057 | 1 021 | 978  | 939  | 976  |

| 1962 | 1968  | 1975  | 1982  | 1990  | 1999  | 2005  | 2006  | 2010  |
| ---- | ----- | ----- | ----- | ----- | ----- | ----- | ----- | ----- |
| 991  | 1 016 | 1 135 | 1 366 | 1 482 | 1 648 | 2 004 | 2 013 | 1 916 |

| 2015  | 2020  | 2022  | - | - | - | - | - | - |
| ----- | ----- | ----- | - | - | - | - | - | - |
| 1 890 | 2 004 | 2 118 | - | - | - | - | - | - |

Ger fait partie de l'aire d'attraction de Tarbes.

## Culture locale et patrimoine

### Patrimoine civil

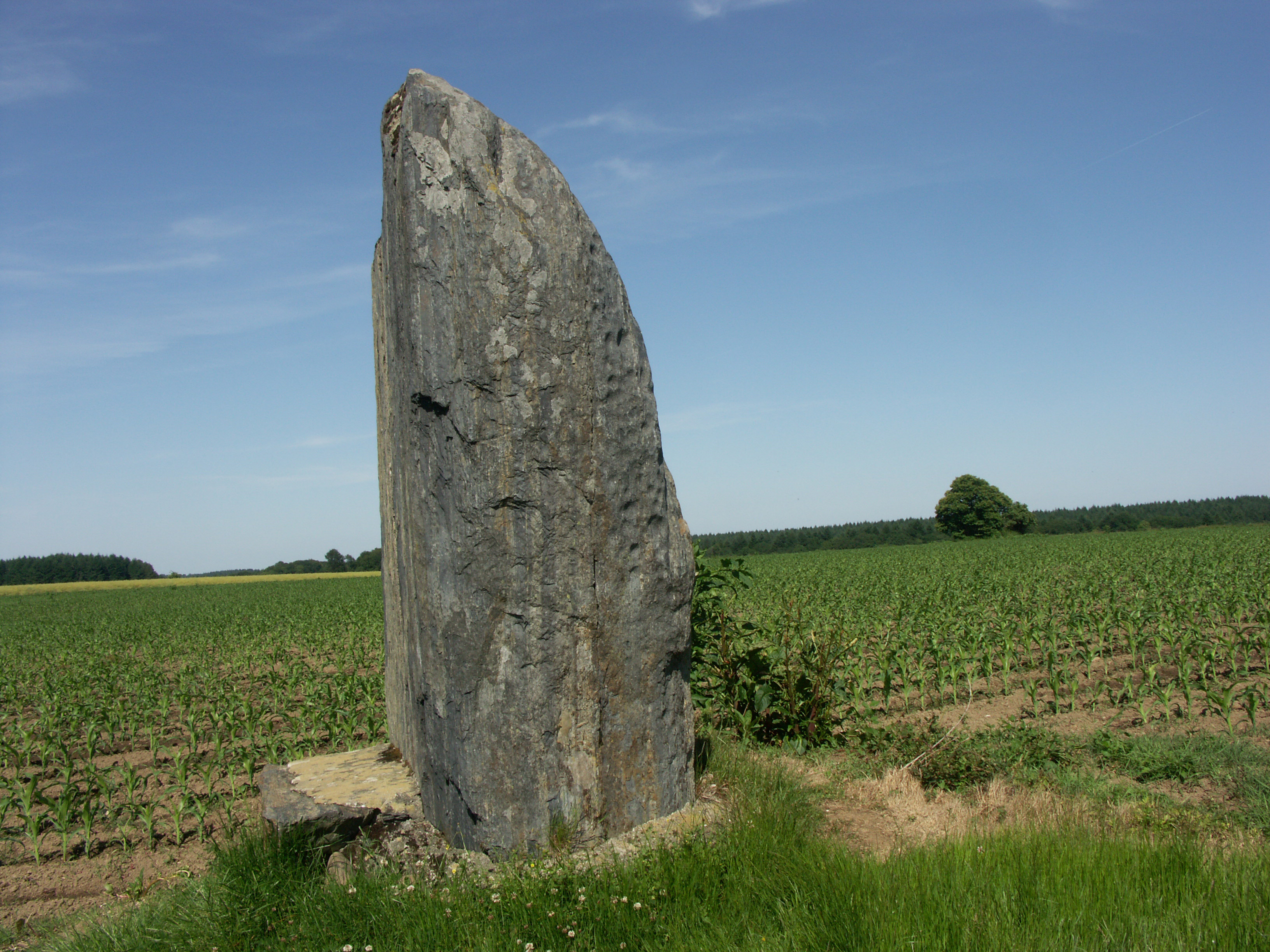
Le menhir de Ger (Pyrénées-Atlantiques)

Le menhir de Ger, au quartier Roye ou Pirhourquet, date du Néolithique. Il est le plus imposant des Pyrénées occidentales avec une hauteur de 4,80 mètres (dont 1,80 mètre est enterré), une largeur de 1,70 mètre et une épaisseur de 1,10 mètre. Son poids est estimé à dix-sept tonnes.

### Patrimoine religieux

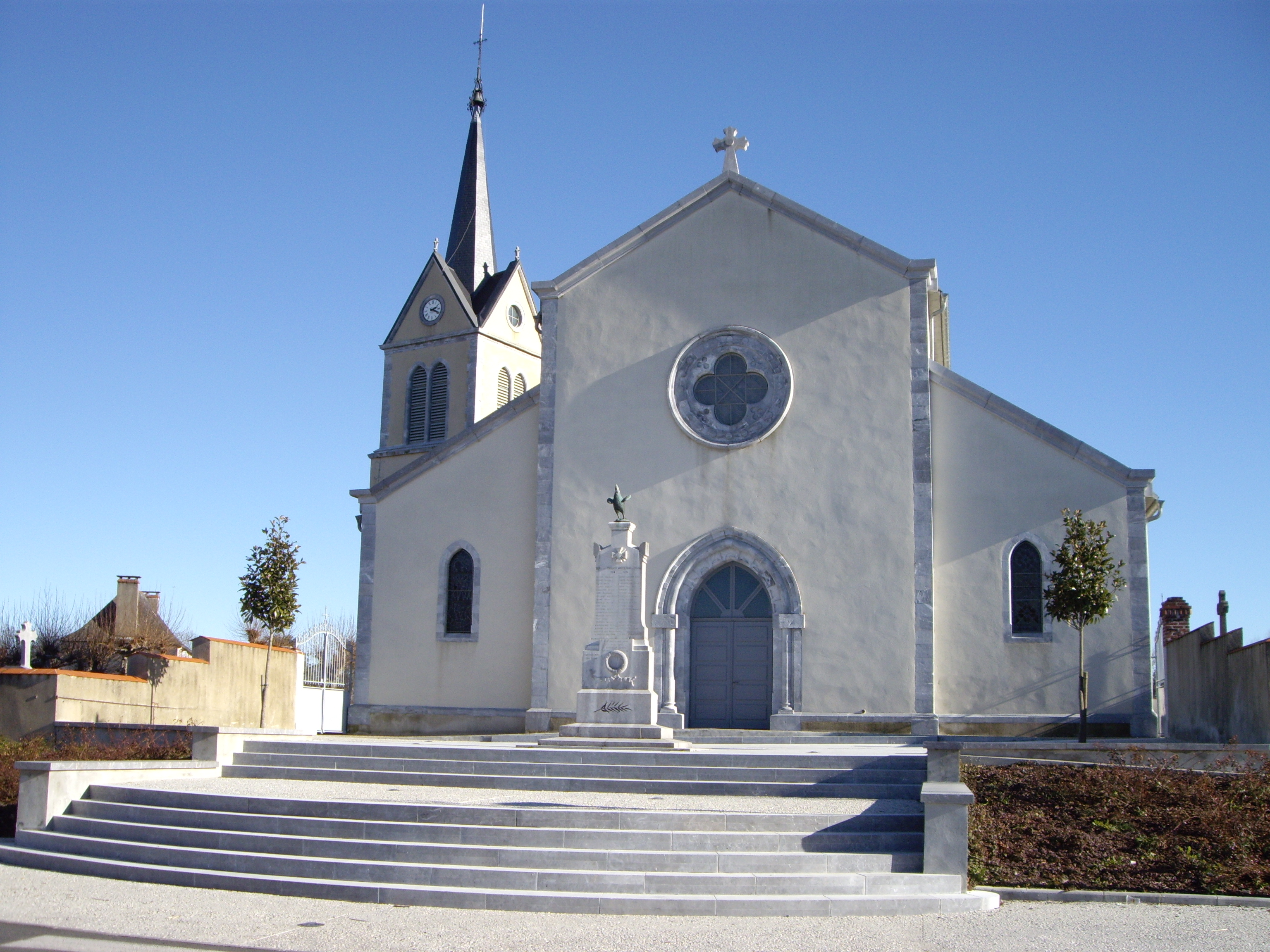
Église Saint-Pierre de Ger.

L'église est construite sur les vestiges de l'ancien château de Ger ce qui justifie le fait que son donjon soit décalé par rapport à la nef. Elle fut remise à neuf en 2004-2005.

## Festivités
Une garbure géante est confectionnée pour tout le village à l'occasion des fêtes dans un chaudron lui aussi géant, construit uniquement pour l'occasion.
Les fêtes de Ger sont organisées tous les ans le dernier week-end du mois de juillet. Des bals réguliers ont lieu à l'initiative du comité des fêtes (1er samedi des vacances de Noël, 25 décembre, Halloween, Saint-Valentin).
La commune participe également au Téléthon avec notamment l'organisation d'un défi crêpes (cuire 4000 crêpes durant le week-end).

## Équipements

### Associations
Le foyer rural organise toutes les soirées et tous les bals.

### Éducation
La commune dispose d'une école primaire. Elle est installée au centre du village, dans une partie du bâtiment de la mairie. Les élèves peuvent ensuite aller soit au collège de Pontacq soit au collège Paul-Éluard de Tarbes.

### Sports et infrastructures sportives
- Rugby

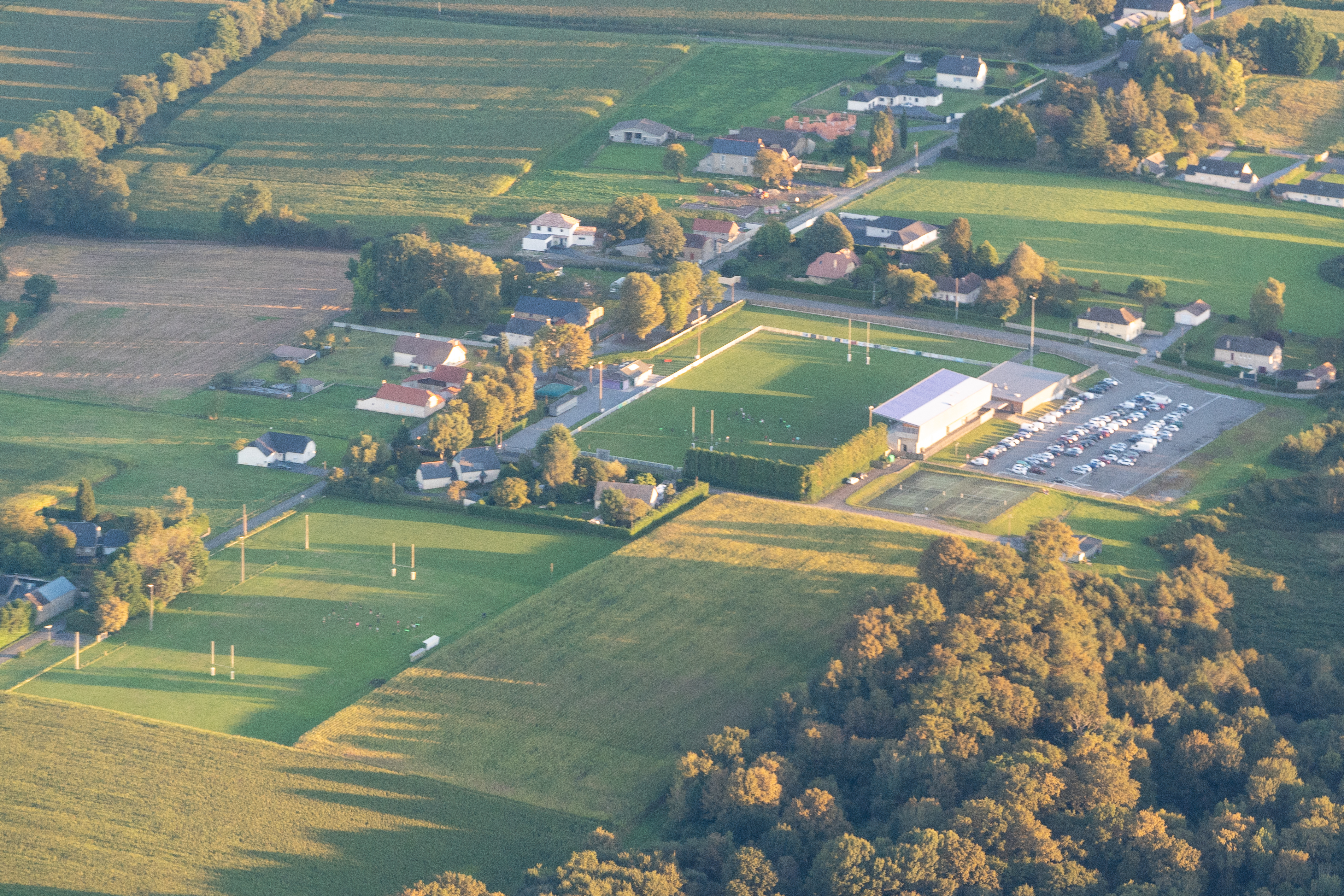
Stade de rugby de Ger

L'Union sportive des enclaves et du plateau (USEP) Ger-Séron-Bédeille né de la fusion du Stade Gérois (Ger) et de l'Entente Séron-Bédeille.
La salle des sports accueille un grand nombre d'activités (pala, volley, judo, danse) la plupart étant régies par le FROG (Foyer rural et omnisports de Ger).
Deux stades de rugby (un principal pour les matchs et un autre, plus en retrait, pour les entraînements) sont utilisés par l'USEP (Union sportive des Enclaves du Plateau).
Deux courts de tennis sont situés derrière le stade.